# Нејшон (Онтарио)
Нејшон (енгл. The Nation; фр. La Nation) је општина у Канади у покрајини Онтарио. Према резултатима пописа 2011. у граду је живело 11.668 становника.

## Становништво
Према резултатима пописа становништва из 2011. у граду је живело 11.668 становника, што је за 9,4% више у односу на попис из 2006. када је регистровано 10.662 A житеља.
| 2006.  | 2011.  | 2016.  |
| ------ | ------ | ------ |
| 10.662 | 11.668 | 12,808 |